# Plestiodon copei
Plestiodon copei är en ödleart som beskrevs av  Taylor 1933. Plestiodon copei ingår i släktet Plestiodon och familjen skinkar. IUCN kategoriserar arten globalt som livskraftig. Inga underarter finns listade i Catalogue of Life.